# Hilmár
A Hilmár germán  eredetű férfinév, jelentése: harc + híres.

## Rokon név
- Ilmár:[1] lehet a Hilmár magyar alakváltozata, de származhat a finn Ilmari névből is, ami a Kalevala egyik hősének a neve, a jelentése levegő, lég, világ.[3]

## Gyakorisága
Az 1990-es években a Hilmár és az Ilmár szórványos név, a 2000-es években nem szerepel a 100 leggyakoribb férfinév között.

## Névnapok
Hilmár
- január 13.[2]

Ilmár
- február 28.,[3] szökőévben február 29.
- június 18.[3]